# Lakszja
A Lakshya (2004) indiai romantikus, zenés, háborús film, Farhan Akhtar második filmje. Főszereplők: Amitábh Baccsan, Hritik Rosan, Príti Zinta, Om Puri és Boman Iráni.

## Szereplők
- Amitábh Baccsan – Col. Sunil Damle
- Hritik Rosan – Karan Shergill
- Príti Zinta – Romila Dutta
- Om Puri – Subedar Major Pritam Singh
- Sharad Kapoor – Major Binod Sengupta
- Boman Iráni – Mr. Shergill (Karan apja)

## Zene
- Main aisa kyun hoon – Shaan
- Agar main kahoon – Udit Narayan, Alka Yagnik
- Kitni baatein – Hariharan, Sadhana Sargam
- Lakshya – Shankar Mahadevan
- Kandhon se milte hain – Kunal Gunjawala, Sonu Nigam, Roop Kumar Rathod, Vijay Prakash, Hariharan, Shankar Mahadevan
- Separation
- Kitni baatein (reprise) – Hariharan, Sadhana Sargam
- Victory

## 2004 Filmfare díjak

### Jelölések
- Best Actor – Hritik Rosan
- Best Director – Farhan Akhtar
- Best Choreography – Prabhu Deva
- Best Story – Javed Akhtar
- Best Cinematographer – Christopher Popp

### Elnyert díjak
- Best Cinematographer
- Best Choreography

## Külső hivatkozások
- Lakszja a PORT.hu-n (magyarul)
- Lakszja az Internet Movie Database-ben (angolul)
- Lakszja a Box Office Mojón (angolul)